# 조지현
조지현(曺知鉉)(1996년 2월 23일 ~ )은 대한민국의 스타크래프트 II 프로게이머이다. 종족은 프로토스이며, 아이디는 Patience이다. 이전 아이디로 Lucy, Core 등을 사용했다.
2012년 8월 프라임에 입단하여 활동하였으며 2013년 5월 팀을 나와 무소속으로 활동하다가 동년 9월 아주부에 입단했다.
2014년 1월 해외 팀인 Alien Invasion으로 이적하였다.
2014년 10월 Alien Invasion에서 나와 무소속 신분이 되었다.
2014년 11월 27일 Dead Pixels에 입단했다.
2016년 3월 18일부로 Dead Pixels와 계약을 종료하고 무소속 신분이 되었다.
2016년 3월 30일 아프리카 프릭스 입단을 공식 발표했다.
2019년 3월 22일 Team LP에 입단했다.

## 주요 기록
스타크래프트 II : 프리미어 개인리그 1회 우승, 1회 준우승.
- 2013년 2013 DreamHack Open: Winter 3위
- 2014년 ASUS ROG Winter 2014 8강
- 2014년 IEM Season VIII - Cologne 8강
- 2014년 2014 DreamHack Open: Bucharest 32강
- 2014년 2014 WCS 유럽 시즌 2 프리미어리그 32강
- 2014년 HomeStory Cup IX 32강
- 2014년 2014 DreamHack Open: Summer 8강
- 2014년 2014 DreamHack Open: Valencia 32강
- 2014년 ESL Pro Series Germany: Summer Season 2014 4강
- 2014년 41 Summer Invitational 우승
- 2014년 ESET Masters 2013 4강
- 2014년 2014 WCS 유럽 시즌 3 프리미어리그 32강
- 2014년 2014 DreamHack Open: Moscow 8강
- 2014년 2014 DreamHack Open: Stockholm 8강
- 2014년 2014 DreamHack Open: Winter 12강
- 2014년 2015 스타크래프트 II 스타리그 시즌 1 챌린지 32강
- 2015년 IEM Season IX - World Championship 16강
- 2015년 Gfinity Spring Masters II 8강
- 2015년 2015 DreamHack Open: Tours 8강
- 2015년 2015 스베누 글로벌 스타크래프트 II 리그 시즌 2 코드 S 32강
- 2015년 HomeStory Cup XI 16강
- 2015년 2015 DreamHack Open: Valencia 4강
- 2015년 2015 핫식스 글로벌 스타크래프트 II 리그 시즌 3 코드 A 48강
- 2015년 ASUS ROG Summer 2015 32강
- 2015년 IEM Season X - gamescom 8강
- 2015년 Gfinity Summer Masters II 8강
- 2016년 2016 핫식스 글로벌 스타크래프트 II 리그 시즌 1 코드 A 60강
- 2016년 Ting Open 32강
- 2016년 스타크래프트 II 스타리그 2016 시즌 1 4위
- 2016년 2016 핫식스 글로벌 스타크래프트 II 리그 시즌 2 코드 S 32강
- 2016년 스타크래프트 II 스타리그 2016 시즌 2 4강
- 2016년 SK텔레콤 스타크래프트 II 프로리그 2016 신인상
- 2016년 2016 스타크래프트 II KeSPA컵 8강
- 2016년 2016 WCS 글로벌 파이널 16강
- 2016년 HomeStory Cup XIV 우승 (4:3 주성욱)
- 2016년 World Cyber Arena 2016 준우승 (1:3 변현우)
- 2017년 IEM Season XI - World Championship 24강
- 2017년 2017 VSL Season 1 8강
- 2017년 2017 핫식스 글로벌 스타크래프트 II 리그 시즌 2 코드 S 32강
- 2017년 2017 핫식스 글로벌 스타크래프트 II 리그 시즌 3 코드 S 16강
- 2018년 2018 글로벌 스타크래프트 II 리그 시즌 2 코드 S 16강
- 2019년 IEM Season XIII - Katowice 24강
- 2019년 2019 마운틴듀 GSL Season 1 코드 S 16강
- 2019년 2019 GSL Super Tournament 시즌1 8강
- 2019년 2019 마운틴듀 GSL Season 2 코드 S 16강
- 2019년 2019 마운틴듀 GSL Season 2 코드 S 32강